# Sins of Our Youth
Sins of Our Youth è un film del 2014 diretto da Gary Entin.

## Trama
Quattro adolescenti, Scott, David, Carlo e Tyler, accidentalmente uccidono un ragazzo più giovane mentre sparano con armi d'assalto in modo ricreativo. Presi dalla disperazione, dalla paranoia e dalla paura che le loro vite sono finite, i ragazzi lottano per trovare una via d'uscita ed escogitano un piano per farla franca.
Successivamente, Scott spara ed uccide Tyler nel corso di un ballo scolastico, ma viene a sua volta ferito mortalmente. La polizia circonda i due ragazzi rimanenti e Carlo decide di suicidarsi. I poliziotti pensando che David stia andando loro incontro con una pistola, sparano e lo uccidono.

## Produzione

### Riprese
Il film è stato girato nell'agosto 2016 con un budget stimato di 6 milioni di dollari.